# Ĵomart kaj Nataŝa

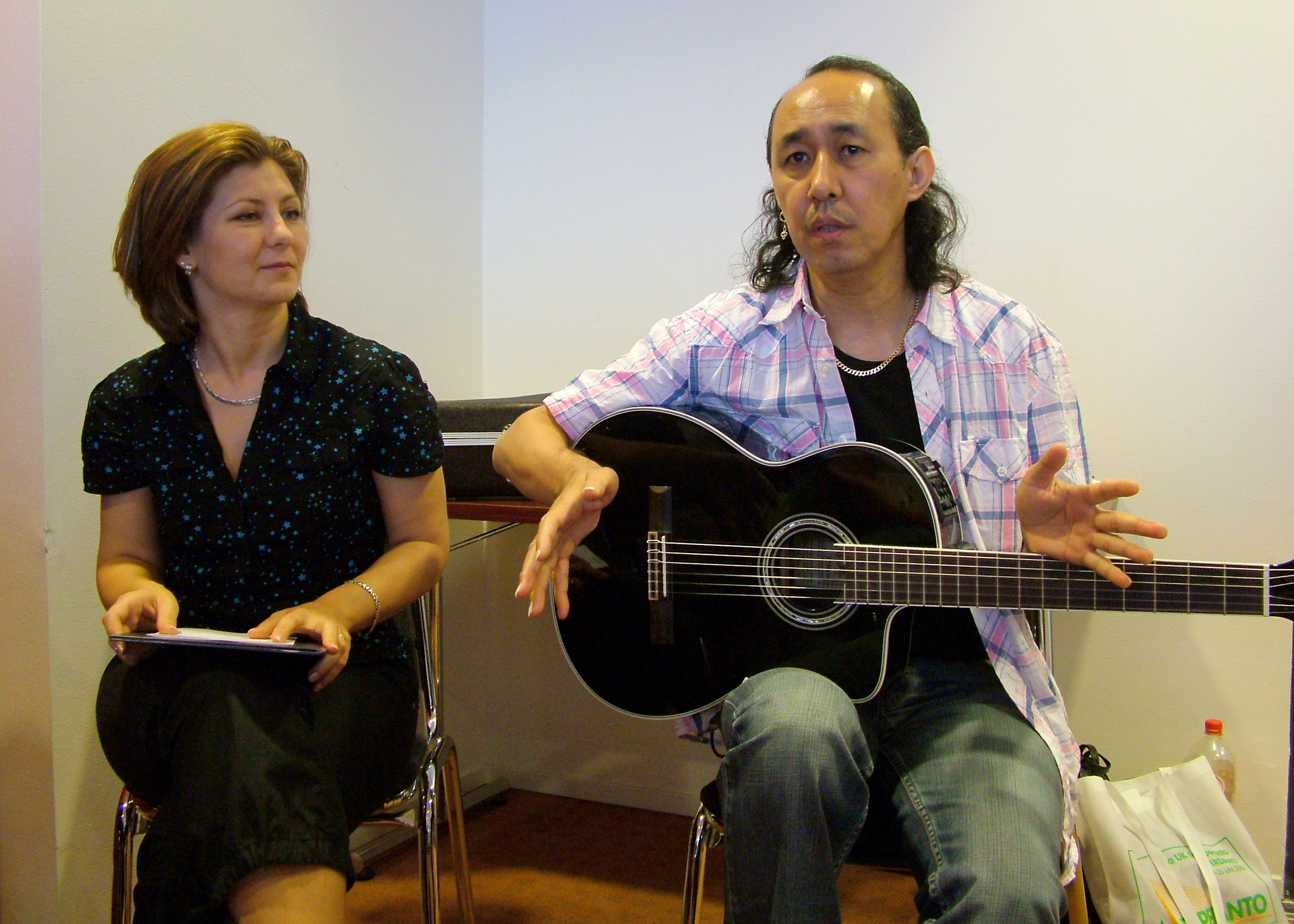
Ĵomart kaj Nataŝa

Ĵomart kaj Nataŝa (Jomart en Natascha) is een muziekgroep die in het Esperanto zingt. De groep is ontstaan in 1985 in Şımkent, Kazachstan toen Ĵomart Nataŝa ontmoette op een school waar hij Esperanto onderwees.
Ze zijn getrouwd in 1991 en daarna verhuisd naar Zweden, waar hun dochter is geboren in 1995. Ĵomart speelt gitaar en zingt, terwijl Nataŝa zingt en fluit speelt. De muziekstijl van 'Ĵomart kaj Nataŝa' is volksmuziek/popmuziek.

## Discografie
- Valso por amikoj (1999)
  1. Amu min (Heb me lief)
  2. La ranetoj (De kikkertjes)
  3. Ĉio venas de l' nenio (Alles komt uit het niets)
  4. Mi ĝuas (Ik geniet)
  5. Malgranda miraklo (Klein wonder)
  6. Pasero (Mus)
  7. Papago (Papegaai)
  8. Filineto (Dochtertje)
  9. Mi perdis amikon (Ik heb een vriend verloren)
  10. Mi sopiras (Ik smacht)
  11. Fajrereto (Vonkje)
  12. Valso por amikoj (Wals voor vrienden)

- Vinilkosmo-kompil' 1 (1995) - Ze hebben bijgedragen aan de compilatie met één liedje, namelijk Papago.

- Samarkand (1994)
  1. Rivero de l' nia tempo (Rivier van onze tijd)
  2. Esti sola (Alleen zijn)
  3. Nia trajno (Onze trein)
  4. Urbeto de mia juneco (Dorpje van mijn jeugd)
  5. Mia kara amik'  (Mijn goede vriend)
  6. Jen estas tridek (De dertig bereikt)
  7. Samarkando (Samarkand)
  8. Hodiaŭ demandis vi (Vandaag vroeg je me)
  9. Renkontiĝo (Ontmoeting)
  10. La espero lasas homon lasta (De laatste hoop verdwijnt)
  11. Nokta gasto (Nachtelijke gast)

- Vi kuras de vi (1992)
  1. Saluton, mia amikino
  2. Pri gustoj oni ne diskutas
  3. Mi estas amata
  4. Ĉu hejmo..?
  5. Nokte
  6. Ni perdas unu alian
  7. Mi sopiras
  8. Vi kuras de vi
  9. Malgranda miraklo
  10. Nur unusolas en la mond'
  11. Mi ĉiam vin atendas
  12. Mi ne volas foriri
  13. Adiaŭ

- Folioj de mia memoro (1990)
  1. Nia vivo
  2. Aŭskultu min
  3. Telefon'
  4. Vi kaj mi
  5. Frua mateno
  6. Kiel fartas vi?
  7. Nokto al la urbo falas
  8. Laciĝas tago
  9. Se estus mi pentristo
  10. Vojo?
  11. Via nomo
  12. Vagadi sencele
  13. Delonge vivas mi trankvile
  14. Vi telefonis
  15. Somera mondo
  16. Letero
  17. Ĉu estas senco renkontiĝi?

- Debuto en eksterlando (1989)